# 德米特里耶夫-利戈夫斯基
52°07′N 35°04′E / 52.117°N 35.067°E
德米特里耶夫-利戈夫斯基（俄语：Дми́триев-Льго́вский）是俄羅斯庫爾斯克州西北部的一個城市，位於斯瓦帕河畔，距庫爾斯克西北120公里。2002年人口8,838人。
1779年建市，1941年前稱斯瓦帕河畔德米特里耶夫（Дмитриев-на-Свале）。